# Bradley Orr
Bradley James Orr (Liverpool, 1º novembre 1982) è un ex calciatore inglese, di ruolo terzino destro.